# II. András győri püspök
András († 1294. június 15.?) kánonjogi doktor, magyar katolikus főpap.

## Élete
Mindhárom testvérével együtt egyházi rangot szerzett. A Magyar Archontológiában 1290 és 1294. június 15. között a győri megyés püspöki tisztet töltötte be. 1291-ben részt vett III. András osztrákok elleni hadjáratában és az azt lezáró békekötés tárgyalásain. Részt vett az 1292. május 6-án megnyitott esztergomi zsinaton.